# 史贵禄
史贵禄（1965年—），陕西定边人，汉族，中华人民共和国政治人物、第十二届全国人民代表大会陕西地区代表。

## 生平
毕业于西安建筑科技大学工民建专业。担任陕西荣民集团董事长。2008年起担任全国人大代表。2013年，担任全国人大代表。2018年2月24日，当选为第十三届全国人大代表。